# Boise Airport

i7
i11
i13
Der Boise Airport (IATA-Code: BOI, ICAO-Code: KBOI) ist ein Flughafen in Boise, der Hauptstadt des US-Bundesstaats Idaho.

## Lage und Verkehrsanbindung
Der Boise Airport liegt sechs Kilometer südlich des Stadtzentrums von Boise. Unmittelbar nördlich des Flughafens verläuft die Interstate 84, welche sich die Trasse mit dem U.S. Highway 30 teilt. Außerdem gehen die U.S. Highways 20 und 26 am östlichen Ende des Flughafens in die Trasse der Interstate 84 über.
Der Boise Airport ist durch Busse in den Öffentlichen Personennahverkehr eingebunden. Die Valley Ride Route 3 fährt den Flughafen regelmäßig an.

## Geschichte
Im Jahr 1936 begann die Stadt Boise damit, einen Flughafen am heutigen Standort einzurichten, um den ersten Flughafen aus dem Jahr 1926 abzulösen. Vom vorherigen Standort (heute Teil des Campus der Boise State University) wurde 1939 auch der stählerne Hangar der Fluggesellschaft Varney Airlines versetzt und später in ein Empfangsgebäude umgebaut.
Im Zweiten Weltkrieg übernahm das United States Army Air Corps den Flughafen; zeitweise waren mehr als 6000 Mann in Boise stationiert und wurden unter anderem an den Modellen Boeing B-17 und Consolidated B-24 ausgebildet. 1946 wurde der Flughafen vollständig zurück an die Stadt Boise übergeben.
Ein neues Empfangsgebäude wurde im Jahr 1969 für 1,5 Millionen Dollar (entsprichtet 11,1 Millionen Dollar in heutiger Kaufkraft) errichtet und in den Jahren 1979 (Kosten: 7 Millionen Dollar; 26,1 Millionen Dollar inflationsbereinigt) und 2003 (Kosten: 108 Millionen Dollar; 159,1 Millionen Dollar inflationsbereinigt) erweitert.
1968 wurde am Flughafen Boise das Boise Interagency Fire Center zur Koordination der Behörden bei Waldbränden eingerichtet, nachdem weitere Behörden integriert wurden, entstand hieraus 1993 das National Interagency Fire Center.

## Fluggesellschaften und Ziele
Im Jahr 2019 nutzten rund 4,1 Millionen Passagiere den Boise Airport, die größten Fluggesellschaften waren SkyWest Airlines, Southwest Airlines und Horizon Air. Es bestehen Linienflugverbindungen zu 20 Zielen innerhalb der Vereinigten Staaten.

## Verkehrszahlen
| Jahr | Fluggastaufkommen | Luftfracht (Tonnen) (mit Luftpost) | Flugbewegungen (mit Militär) |
| ---- | ----------------- | ---------------------------------- | ---------------------------- |
| 2019 | 4.111.151         | 34.133                             | 138.948                      |
| 2018 | 3.871.891         | 34.535                             | 137.459                      |
| 2017 | 3.513.377         | 33.923                             | 124.917                      |
| 2016 | 3.230.878         | 36.485                             | 132.199                      |
| 2015 | 2.978.281         | 40.417                             | 131.974                      |
| 2014 | 2.753.153         | 40.904                             | 127.552                      |
| 2013 | 2.612.457         | 40.342                             | 114.556                      |
| 2012 | 2.609.816         | 39.158                             | 112.769                      |
| 2011 | 2.781.708         | 37.604                             | 121.810                      |
| 2010 | 2.805.692         | 36.301                             | 121.961                      |
| 2009 | 2.795.297         | 33.753                             | 129.004                      |
| 2008 | 3.185.006         | 39.188                             | 145.013                      |
| 2007 | 3.365.303         | 42.574                             | 181.945                      |
| 2006 | 3.289.314         | 43.641                             | 178.970                      |

### Verkehrsreichste Strecken
| Rang | Stadt                             | Passagiere | Fluggesellschaft                 |
| ---- | --------------------------------- | ---------- | -------------------------------- |
| 01   | Seattle/Tacoma, Washington        | 366.490    | Alaska, Delta                    |
| 02   | Denver, Colorado                  | 247.940    | Frontier, Southwest, United      |
| 03   | Salt Lake City, Utah              | 195.760    | Delta                            |
| 04   | Portland, Oregon                  | 149.730    | Alaska                           |
| 05   | Phoenix–Sky Harbor, Arizona       | 132.380    | American, Southwest              |
| 06   | Las Vegas, Nevada                 | 102.130    | Allegiant, Southwest             |
| 07   | San Francisco, Kalifornien        | 100.500    | United                           |
| 08   | Minneapolis/Saint Paul, Minnesota | 95.010     | Delta                            |
| 09   | Los Angeles, Kalifornien          | 93.140     | Alaska, Allegiant, Delta, United |
| 10   | Spokane, Washington               | 87.640     | Alaska, Southwest                |